# 연습곡 Op. 25, 7번 (쇼팽)

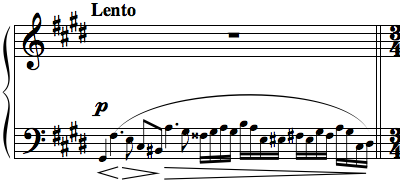
쇼팽 연습곡 Op. 25의 7번의 첫 마디

쇼팽의 연습곡 Op. 25, 7번(Étude Op. 25, No. 7)은 프레데리크 쇼팽이 1834년에 작곡했으며 연습곡 중 작품번호 제25번의 7번에 해당한다. 다른 쇼팽의 연습곡과는 달리 7번은 왼손의 완벽한 음과 선율, 기교를 중시하고 있다. 또한 쇼팽의 연습곡 중 느린 3곡(나머지 2곡은 연습곡 Op. 10의 3번과 연습곡 Op. 10의 6번)에 속한다.